# Nakit
Nakit je skupno ime za predmete iz kristalov, plemenitih kovin ali drugih materialov, namenjene okraševanju telesa. Poleg kamnov se v te namene uporabljajo tudi predmeti rastlinskega in živalskega izvora ter neplemenite kovine. Oblikovno je nakit odvisen od časa v katerem je nastal in veščine izdelovalcev.

## Nakit za lase
- Lasne sponke
- Okrasni glavniki
- Lasni trakovi
- Lasni ornamenti

## Nakit za glavo
- krone
- Naglavni obroči
- Diademi
- Tiare
- Uhani
- Nosni dragulji

## Nakit za vrat
- Verižice
- Obeski
- Amuleti
- Broške

## Nakit za roke
- Zapestnice
- Obroči
- Verižice
- Prstani

## Nakit za noge
- Obroči
- Trakovi
- Kraguljčki
- Prstani

## Nakit za trup
- Pasovi
- Vrvi
- Verige
- Sklepanci

## Nakit v Sloveniji
Slovenija je na takšnem zemljepisnem področju da so se na njem že od najstarejših časov križale različne karavanske in vojaške poti. To je opazno tudi pri arheoloških najdbah nakita, tako je najdenega veliko nakita iz obdobja antike, starega veka, srednjega veka in novega veka, katerega zbira in hrani v svojih zbirkah Slovenski etnografski muzej v Ljubljani. Tudi drugi manjši muzeji v Sloveniji imajo manjše zbirke.

## Ocenjevanje nakita
Ocenjevanje in primerjanje nakita med seboj je razmeroma zahtevna dejavnost, ki jo večina nestrokovnjakov ne pozna, zato nas lahko hitro zavede da določen nakit precenimo ali podcenimo. Pri ocenjevanju je treba upoštevati najprej material in njegovo ceno, nato kvaliteto izdelave in mojstrstvo izdelovalca nakita. Samo drag material še ne bo naredil tudi dragega nakita, pomembno vlogo ima tudi oblikovalec, ki bo materialu dodal dodatno vrednost; takšen izdelek večkrat postane drobno umetniško delo. Nakit postane velikokrat tudi predmet prestiža med bogatimi prebivalci. Cene nakita določajo običajno veliki trgovci z nakitom, velike dražbene hiše ali pa vrhunski oblikovalci teh izdelkov.